# Paracymus reductus
Paracymus reductus är en skalbaggsart som först beskrevs av Henry Clinton Fall 1910.  Paracymus reductus ingår i släktet Paracymus och familjen palpbaggar. Inga underarter finns listade i Catalogue of Life.